# Wadokei

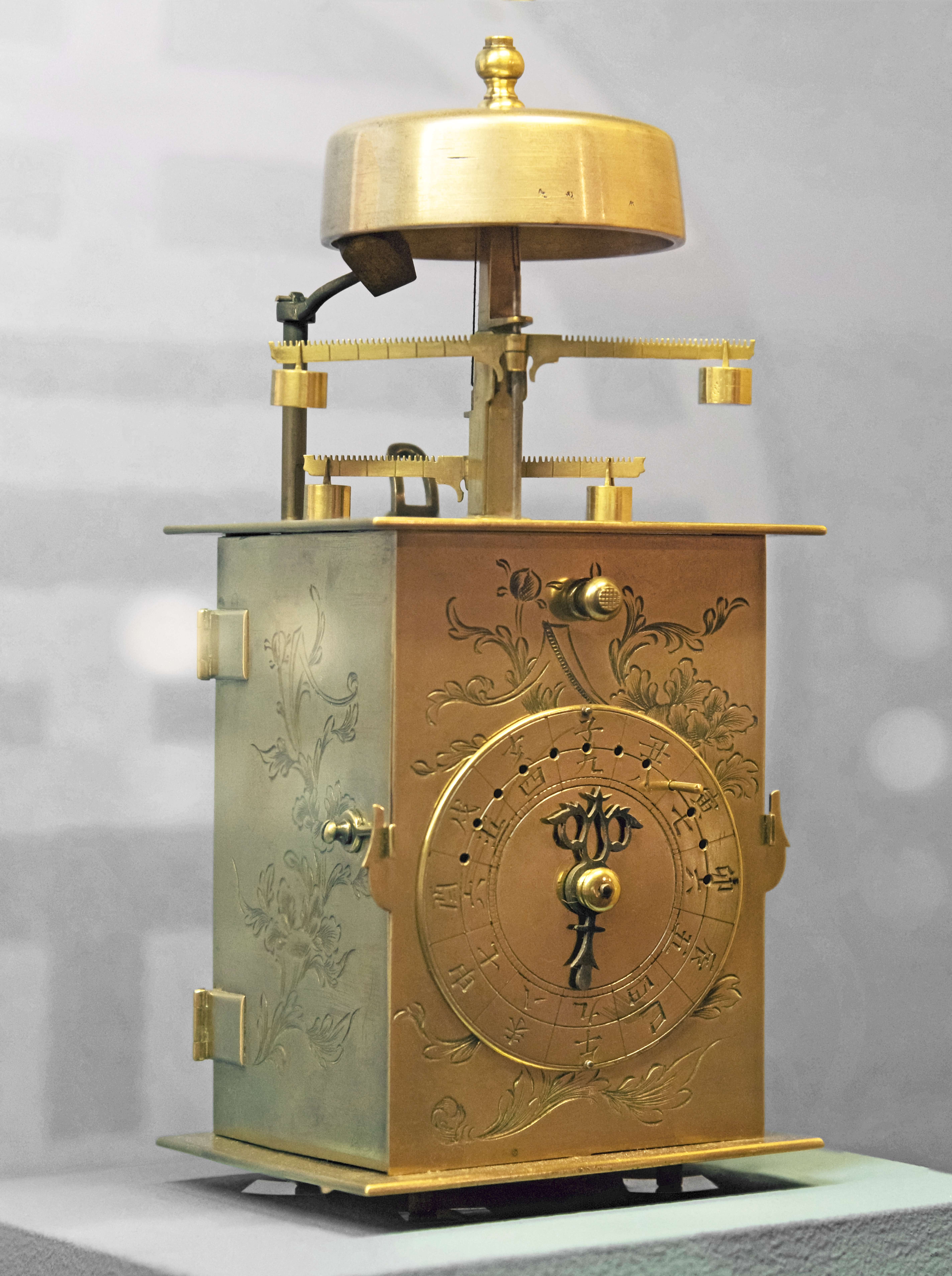
Dois balanços foliot separados permitem a este relógio japonês do século XVIII funcionar com duas diferenças velocidades para indicar horas diferentes.

Um relógio japonês (和時計, wadokei) é um relógio mecânico que foi construído para indicar as horas tradicionais japonesas. Os relógios mecânicos foram introduzidos no Japão por missionários jesuítas ou mercadores holandeses no século XVI. Esses relógios eram de projetos de relógio de lanterna, geralmente feitos de bronze ou ferro e usados em escapamentos verge and foliot relativamente primitivos. Tokugawa Ieyasu possuía um relógio de lanterna feito na Europa.
Nem o pêndulo nem a mola de balanço eram usados nos relógios europeus do período e, como tal, não foram incluídos entre as tecnologias disponíveis para os relojoeiros japoneses no início do período isolacionista na história japonesa, que começou em 1641. O período isolacionista significou que os relojoeiros japoneses teriam de encontrar seu próprio caminho sem inspirações adicionais dos desenvolvimentos ocidentais na arte de fazer relógios. No entanto, os relojoeiros japoneses mostraram uma considerável engenhosidade em adaptar a tecnologia do relógio europeu às necessidades de medir as horas tradicionais japonesas.

## História
Os relógios existiram no Japão desde meados do século VII na forma de relógios de água. O Nihon Shoki afirma que o Imperador Tenchi fez um relógio de água, ou rokoku, em 660 e 671 d.C. Esses relógios foram usados por outros 800 anos até a chegada do cristianismo no Japão no século XVI.
Os missionários cristãos estavam entre os primeiros a introduzir no Japão os relógios do estilo ocidental. Francisco Xavier, um missionário e santo da Sociedade de Jesus espanhola, deu a Ouchi Yoshitaka, um daimyo de Sengoku, um relógio mecânico em 1551 d.C.  Outros missionários e embaixadas logo se seguiram, com um relógio mecanizado sendo dado a Oda Nobunaga em 1569 e Toyotomi Hideyoshi em 1571 por enviados papais, e dois relógios foram dados para Tokugawa Ieyasu, um em 1606 por um missionário e um em 1611 por um enviado português. O relógio ocidental mais antigo que ainda existe no Japão data de 1612. Ele foi dado ao Xogum Ieyasu pelo vice-Rei do Méxio (então Nova Espanha).

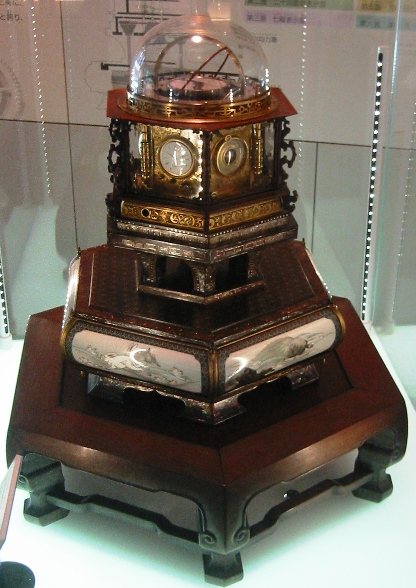
Man-nen dokei de Hisashige Tanaka. Completado em 1851.

Perto da virada do século XVII, os primeiros relógios mecânicos de estilo ocidental foram produzidos por nativos japoneses. Relata-se que Tsuda Sukezaemon tenha construído um relógio mecânico em 1598 após ele ter examinado e consertados muitos relógios importados por conta própria. A fabricação de relógios japoneses foi facilitada no século XVII por missionários vivendo no Japão. Os missionários cristãos foram os primeiros a instruir os japoneses na fabricação de relógios na Ilha Amakusa por volta da virada do século XVII.
O período Edo (1603-1868) viu a adaptação das técnicas ocidentais para formar um método único de fabricação de relógios no Japão. Um escapamento duplo foi projetado por relojoeiros japoneses a fim de desenvolver um relógio que seguisse a marcação do horário irregular tradicional japonês. Esses relógios, chamados de wadokei, foram construídos com diferentes métodos a fim de seguir o sistema temporal de horas. Os foliots dos relógios tinham algumas divisões permitindo ao usuário definir uma taxa relativamente precisa. Foliot-controlled clocks, despite being widely replaced in Europe by circular-balanced clocks, were utilized in Japan due to their adaptability to the temporal hour system. O peso constante e os ajustes de marcação levaram os relojoeiros japoneses a desenvolver o Nicho-temp tokei por volta de 1780. Os pesos no Nicho-temp tokei eram automaticamente definidos para a hora do dia ou noite correta com o uso de dois balanços, chamados de temp.
Um componente chave do desenvolvimento de relógios japoneses foi a publicação de "Karakuri-zui" por Hosokawa Hanzo em 1796, no qual ele explica os métodos de produção dos relógios no primeiro volume, e o karakuri ningyou no segundo e terceiro volumes. O volume sobre fabricação de relógios continha instruções altamente detalhadas para a produção de relógios. Taxas relativamente altas de alfabetização e uma sociedade entusiástica de troca de livros contribuiu em grande parte para a expansão da leitura sobre o tema.
A produção e complexidade do wadokei atingiu seu pico com o Man-nen dokei de Hisashige Tanaka, completado em 1851. O Man-nen dokei, ou relógio de miríade de anos, possui seis faces que mostram um relógio ocidental, um indicador de fase lunar, o zodíaco oriental, um relógio temporal japonês, o antigo indicador japonês de 24 fases e um indicador de dia da semana. Fala-se que o relógio era capaz de funcionar por um ano com um único enrolamento.
Após a restauração Meiji em 1868, o Japão aboliu o uso de seu sistema de horas temporais. O Gabinete Meiji emitiu a Ordem Nº 453 em 1872 que trocou, no Japão, o calendário lunar pelo calendário ocidental solar. A troca levou ao declínio do wadokei e o surgimento de uma indústria de relógios ao estilo ocidental no Japão.

## Horas temporais

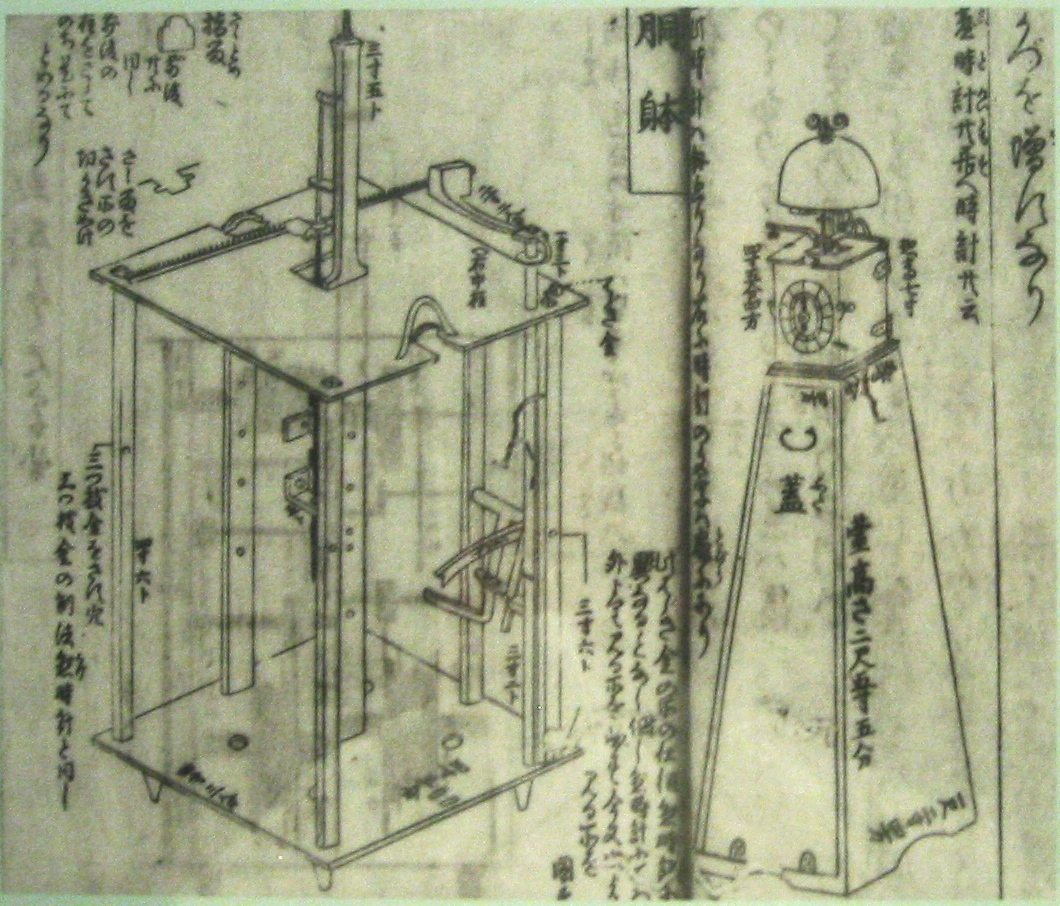
Desenho do mecanismo do relógio japonês. Início do século XIX.

Adaptar os projetos do relógio europeu para as necessidades da marcação de horas tradicional japonesa apresentou um desafio para os relojoeiros japoneses. As práticas tradicionais japonesas de marcação de horas exigiam o uso de horas temporais desiguais: seis unidades de dia do nascer do sol local até o pôr do sol local, e seus unidades de noite do pôr do sol ao nascer do sol.
Assim, os relógios japoneses variavam com as estações. As horas do dia era mais longas no verão e mais curtas no inverno, com o oposto à noite. Os relógios mecânicos europeus eram, em contraste, definidos para medir igualmente as horas, que não variavam com as estações.
A maioria dos relógios japoneses funcionavam com pesos. No entanto, os japoneses também estavam cientes de que, e ocasionalmente fizeram, relógios que funcionavam com mola. Como os relógios de lanterna ocidentais que inspiraram seu projeto, os relógios de pesos eram muitas vezes colocados em mesas ou estantes que permitiam que os pesos caíssem por trás deles. Os relógios japoneses que funcionavam com molas eram feitos para a portabilidade. Os menores eram do tamanho de relógios de pulso grandes e carregados por seus donos em bolsas de inro.

## Sistema de tempo tradicional japonês
O relógio típico tinha seis horas numeradas de 9 a 4, que contava para trás a partir do meio-dia até meia-noite. Os números de hora 1 a 3 não eram usados no Japão por motivos religiosos, pois esses números eram usados pelos budistas para orar. A contagem ia para trás porque os primeiros relógios artificiais japoneses usavam incenso queimando para contar o tempo. O amanhecer e o entardecer, portanto, eram marcados como a sexta hora no sistema de contagem de horas japonês.

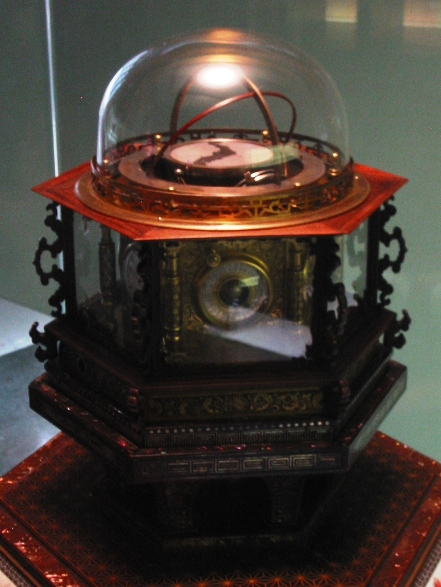
O relógio de miríade de anos de Hisashige Tanaka de 1851 displays mostra informações de horas e calendário.

Além da inclusão de horas temporais numeradas, cada hora recebeu um sinal do zodíaco japonês. A partir da alvorada, as seis horas do dia eram:
| Signo do zodíaco | Símbolo do zodíaco | Numeral japonês | Número | Hora solar    |
| ---------------- | ------------------ | --------------- | ------ | ------------- |
| Coelho           | 卯                 | 六              | 6      | nascer do sol |
| Dragão           | 辰                 | 五              | 5      |               |
| Cobra            | 巳                 | 四              | 4      |               |
| Cavalo           | 午                 | 九              | 9      | tarde         |
| Cabra            | 未                 | 八              | 8      |               |
| Macaco           | 申                 | 七              | 7      |               |

Os doze ramos terrestres e 24 pontos cardinais chineses; os doze ramos terrestres são a base para os sinais do zodíaco nas horas japonesas.

A partir do anoitecer, as seis horas noturnas eram:
| Signo do zodíaco | Símbolo do zodíaco | Numeral japonês | Número | Hora solar |
| ---------------- | ------------------ | --------------- | ------ | ---------- |
| Galo             | 酉                 | 六              | 6      | pôr-do-sol |
| Cachorro         | 戌                 | 五              | 5      |            |
| Porco            | 亥                 | 四              | 4      |            |
| Rato             | 子                 | 九              | 9      | meia-noite |
| Boi              | 丑                 | 八              | 8      |            |
| Tigre            | 寅                 | 七              | 7      |            |

## O problema de variar a duração das horas

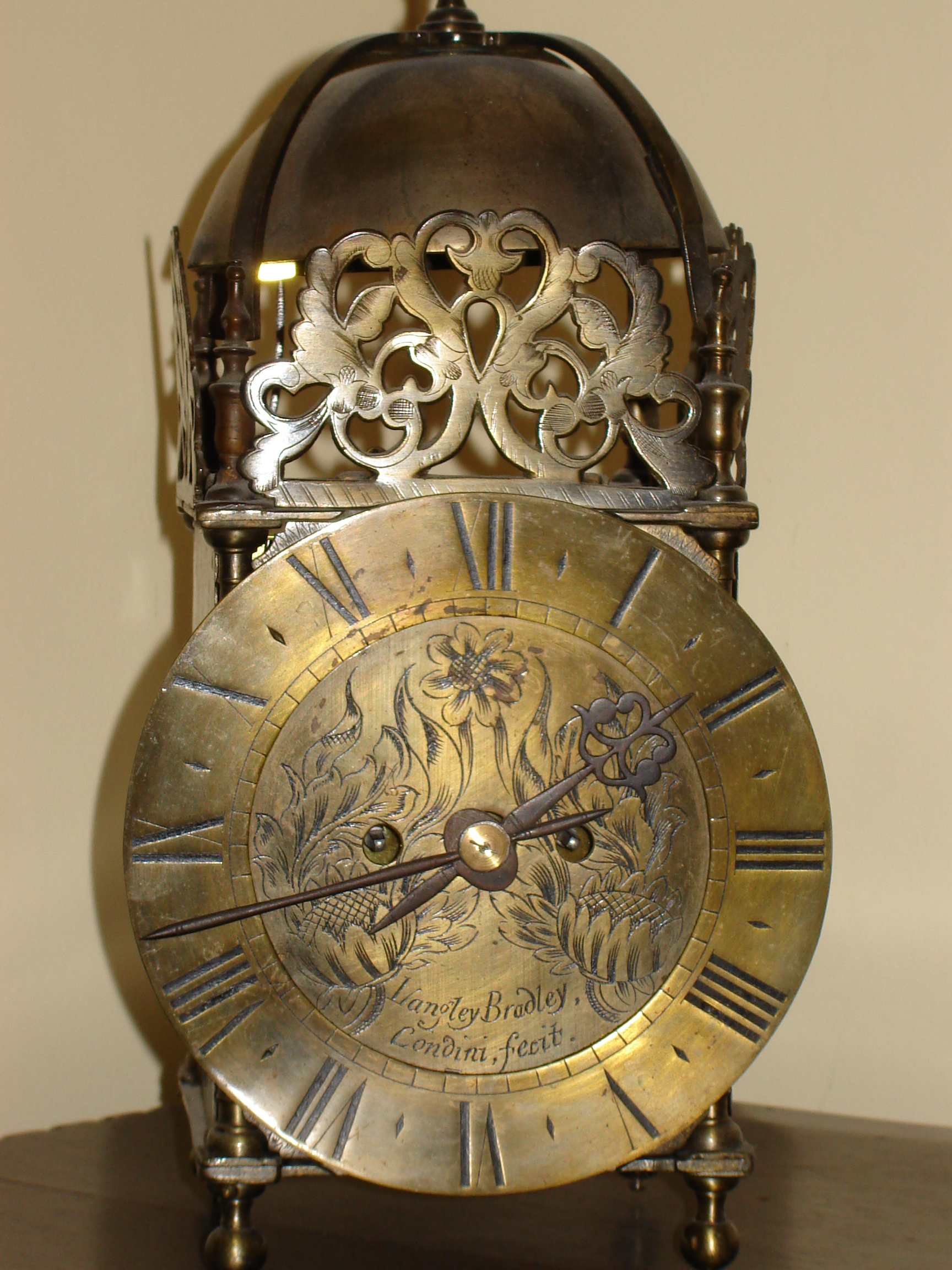
Relógios de lanterna europeus tais como este foram o ponto de largada para o projeto dos relógios japoneses.

Começando em 1844, o calendário foi revisado para ter diferentes durações de hora para diferentes partes do ano. Os relógios japoneses usavam vários mecanismos para mostrar as horas que mudavam sua duração. A forma mais prática foi com um relógio pilar, onde o relógio indicava o tempo não em um clock face, mas em um indicador pendurado a um peso que descia em uma trilha. Indicadores de tempo movíveis funcionavam junto com a trilha do peso e seu indicador pendurado. Esses indicadores poderiam ser ajustados para estações para mostrar a duração das horas do dia e da noite. Quando o relógio chegava ao final, o indicador voltava para trás na trilha. Esta configuração tinha a vantagem de ser independente da taxa do próprio relógio.
O uso das faces do relógio era parte da tecnologia europeia recebida no Japão, e vários arranjos foram feitos para mostrar as horas japonesas nas faces dos relógios. Alguns tinham horas movíveis ao redor do aro do relógio de 24 horas. Outros tinham múltiplas faces que poderiam ser trocadas com as estações. Para fazer um striking clock que mostrasse as horas japonesas, os relojoeiros usavam um sistema que funcionava com dois balanços, um leve e um rápido. O escapamento apropriado era mudado automaticamente na medida que o tempo movia do dia para a noite. O relógio de miríade de anos projetado em 1850 por Hisashige Tanaka usa este mecanismo. 
Em 1873, o governo japonês adotou as práticas de marcar as horas ocidentais, incluindo horas iguais que não variam com as estações, e o calendário gregoriano.

## Galeria

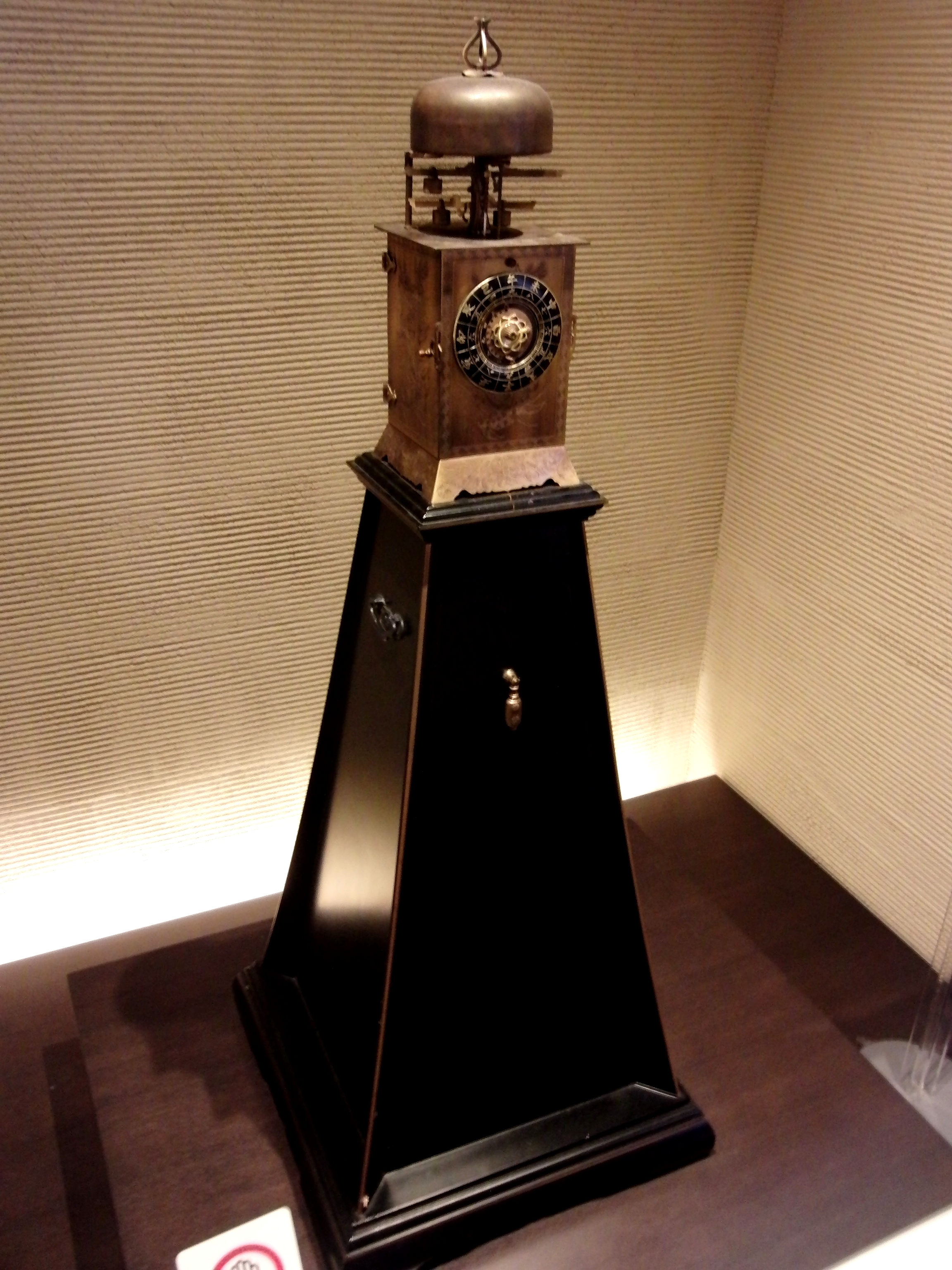
Nicho Tenpu Yagura-dokei (Relógio de lanterna com mecanismo de duplo foliot).
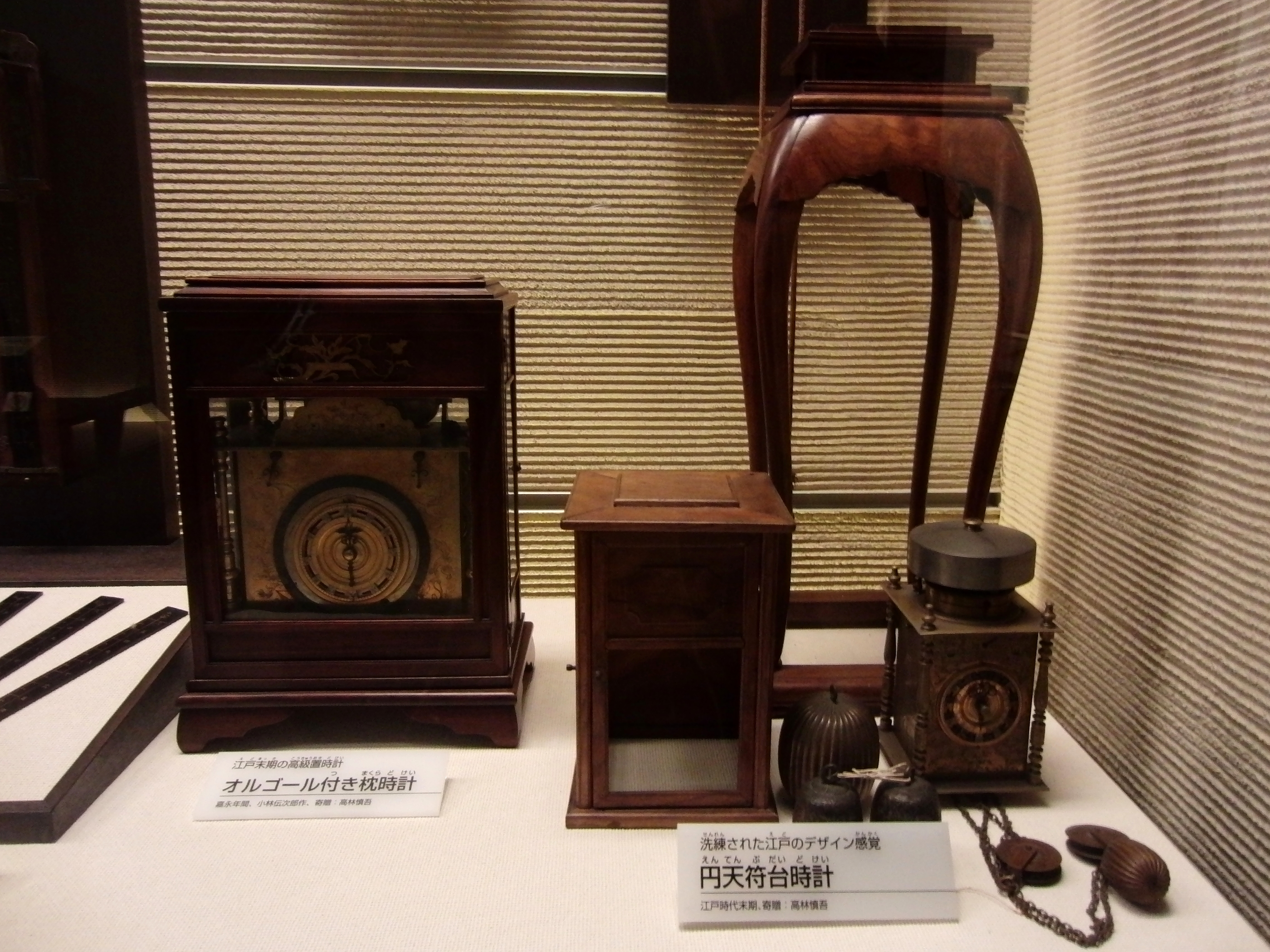
Left: Makura-dokei (Relógio travesseiro) com caixa de música. Right: Dai-dokei (Relógio pedestal) com balanço circular.
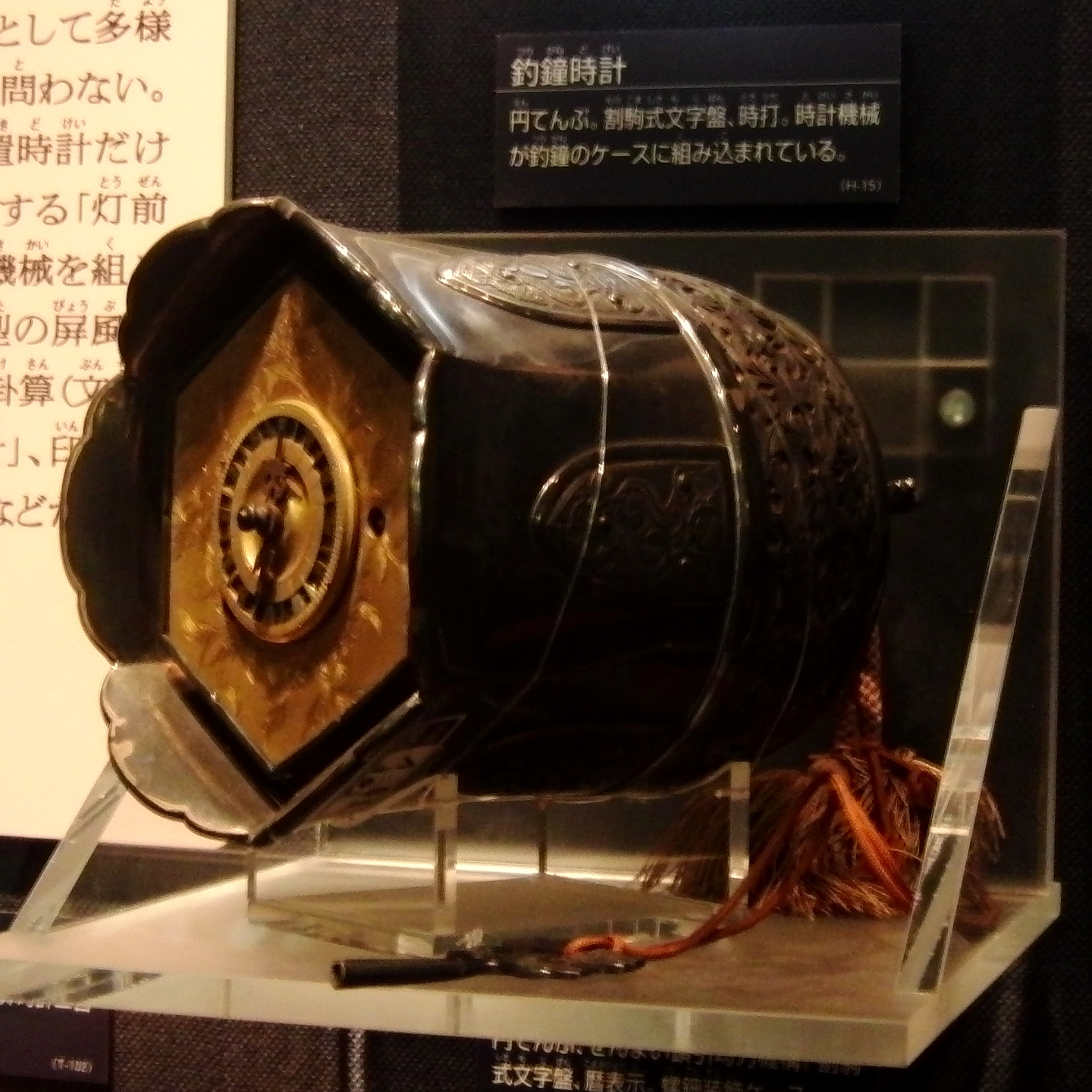
Tsurigane-dokei (Relógio em forma de sino).
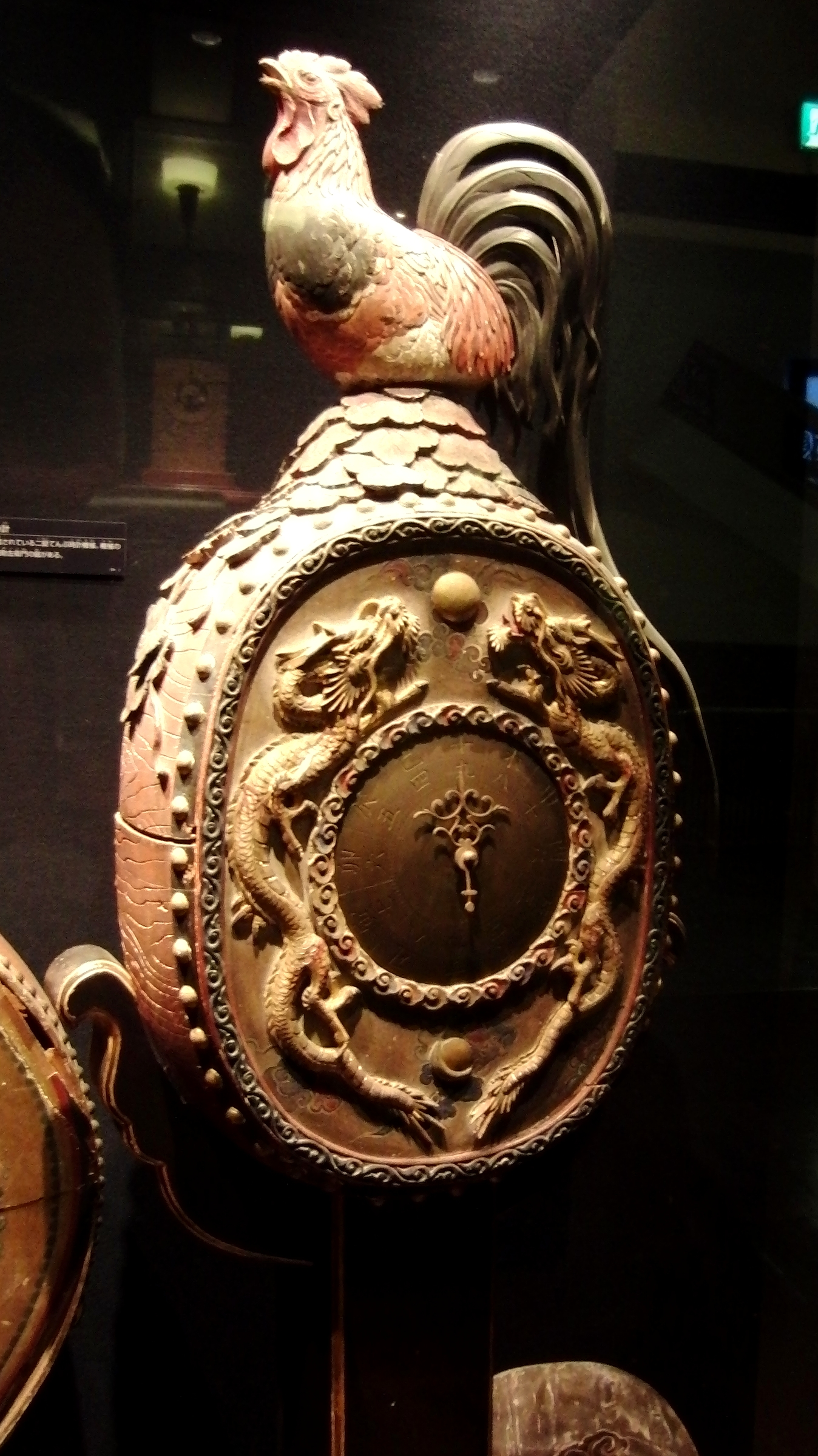
Taiko-dokei.

## Bibliography
- Anthony Aveni, Empires of Time: Calendars, Clocks, and Culture (Univ. Colorado, 2002) ISBN 0-87081-672-1
- Eric Bruton, The History of Clocks and Watches (Time Warner, repr. 2002) ISBN 0-316-72426-2
- E. G. Richards, Mapping Time: The Calendar and Its History (Oxford, 2000) ISBN 0-19-286205-7
- Hanzo Hosokwa,Karakuri Zui(機巧圖彙) ISBN 978-4-434-14213-0